# Zoltán Dömötör
Zoltán Dömötör   (Budapest, 21 d'agost de 1935 - Budapest, 20 de novembre de 2019) fou un waterpolista i nedador hongarès que va competir durant les dècades de 1950 i 1960.
S'inicià com a nedador i el 1954 ja guanyà una medalla d'or en els 4x200 metres lliures al Campionat d'Europa de natació de Torí. També guanyà cinc campionats nacionals: un en els 400 metres lliures (1954), tres en els 4x100 metres lliures (1954, 1957 i 1960), i un en els 4x200 metres lliures (1954).
Però fou en el waterpolo on aconseguí els èxits més destacats. Durant la seva carrera esportiva va jugar 116 partits amb la selecció nacional i va prendre part en tres edicions dels Jocs Olímpics d'Estiu, amb un balanç d'una medalla d'or als Jocs de Tòquio de 1964 i dues de bronze, als Jocs de Roma de 1960 i Ciutat de Mèxic de 1968, sempre en la competició de waterpolo. També guanyà dues medalles d'or al Campionat d'Europa de waterpolo, el 1958 i 1962, una d'or a les Universíades de 1963, i les lligues hongareses de 1960 i 1967.
Un cop retirat va exercir d'entrenador en diferents seleccions nacionals, com la d'Algèria, Bulgària, Corea del Sud o Hongria.